# De Krebbe
De Krebbe (Frans: La Crèche) is een gehucht in de Franse gemeente Belle in het Noorderdepartement. Het ligt ruim drie kilometer ten oosten van het stadscentrum van Belle, richting Armentières. Het gehucht ligt op minder dan een kilometer van de Belgische grens.

## Geschiedenis
Oude vermeldingen van de plaats gaan terug tot 1502. Ook de 18de-eeuwse Cassinikaart duidt de plaats aan met de Vlaamse naam Crebbe.

## Bezienswaardigheden
- De Onze-Lieve-Vrouw Geboortekerk (Église de la Nativité de Notre-Dame), oorspronkelijk uit de eerste helft van de 18de eeuw, werd voor een groot stuk verwoest tijdens de Eerste Wereldoorlog. Begin jaren 20 werd ze heropgebouwd door architect René Dupire. Een deel van het meubilair werd niet vernield tijdens de oorlog.
- Op de begraafplaats van La Crèche liggen drie Britse gesneuvelden uit de Eerste Wereldoorlog. In het register van de Commonwealth War Graves Commission staan ze onder La Creche Communal Cemetery genoteerd.

## Nabijgelegen kernen
Nieuwkerke, Belle, Steenwerk, Niepkerke (Nieppe)
Belle · De Krebbe · Outtersteene · De Seule (deels) · Le Steent'je